# Joseph Rouse
Joseph Rouse (3 augustus 1952) is een Amerikaans filosoof, gespecialiseerd in wetenschapsfilosofie. Zijn werk bouwt vooral voort op ontwikkelingen binnen de wetenschapssociologie en science studies, dat hij in contact wil brengen met meer traditionele filosofie, eveneens in een poging om de kloof tussen analytische en continentale filosofie te overbruggen.
Enkele van zijn inspiratiebronnen zijn bijvoorbeeld Bruno Latour, Michel Foucault, Ian Hacking en Wilfrid Sellars. In recent werk probeert hij voornamelijk en vorm van naturalisme uit te werken, waarbinnen wetenschappelijke kennis begrepen kan worden als een menselijk product zonder het daarbij te reduceren tot een illusoire sociale constructie.